# Elisabet av Österrike (1437–1505)
Elisabet av Österrike, i Polen kallad Elżbieta Rakuszanka, född 1436, död 30 augusti 1505, var drottning av Polen och storhertiginna av Litauen, gift 10 mars 1454 med kung Kasimir IV av Polen. Hon var dotter till Tysklands kung Albrekt av Österrike och Elisabeth av Böhmen. Hon är även känd som "Jagiellons moder". Hon hade politiskt inflytande och är känd för sina anspråk på Böhmen och Ungern för sin egen och sedan sina barns räkning.

## Tidigt liv
Elisabet nämns tidigast 1436, när hon och hennes syster Anna förekommer i förhandlingar om äktenskap med Vladislav III av Polen och prins Kasimir. Hon och hennes syster beskrivs då som potentiella arvingar till Böhmen och Ungern efter sin mor och bror, vilket gjorde dem eftertraktade i Polen. År 1437 efterträdde hennes far hennes morfar som kung av Böhmen och Ungern genom äktenskap, jure uxoris. Hans rättigheter ifrågasattes i Böhmen, där oppositionen istället valde prins Kasimir av Polen till kung. Polen upprepade sina förslag om äktenskap mellan Elisabet och Kasimir. Denna gång föreslogs tvisten om Böhmen lösas genom att Elisabet skulle få detta land i hemgift. 1439 avled hennes far och hennes mor gjorde anspråk på Böhmens och Ungerns tron för sig och sin son, Elisabets bror Ladislaus V av Ungern, medan den ungerska adeln istället valde prins Kasimir av Polen. Elisabet och hennes syskon anförtroddes av hennes mor till Fredrik III (tysk-romersk kejsare). De kvarblev där sedan deras mor avlidit 1442.
Elisabet fick en god utbildning av kejsaren, och undervisades av Enea Silvio Piccolomini. En undersökning av hennes skelett har visat att hon under sin barndom drabbades av Potts sjukdom. Den hade till följd att hennes ryggrad fick en S-form, att hennes huvud lutade permanent åt höger och att den högra sidan av hennes ansikte hämmades i sin utveckling. Denna sjukdom hade dock enbart utseendemässiga följder, eftersom hon av allt att döma hade en utmärkt hälsa som vuxen. När Elisabet placerades hos Fredrik III hade hennes mor trolovat henne med Fredriks son och namne, men vigseln ägde aldrig rum. 1447 föreslogs hon gifta sig med Karl, hertig av Burgund, men Burgund och kejsaren kom inte överens om pengar. 1444 avled Vladislav III. Hans död gjorde att hans bror Kasimir IV efterträdde honom som kung av Polen, medan den ungerska adeln valde Elisabets bror till kung av Ungern. Kejsaren vägrade länge att överlämna Ladislaus och Elisabet till Ungern. Först 1452 överlämnades syskonen till Ungern i form av den ungerska magnaten greve Ulrich II av Celje.

## Drottning
I augusti 1452 återupptogs förhandlingarna om äktenskap mellan Elisabet och Kasimir IV av Polen. Både kejsaren, Ulrich II av Celje och hennes bror gav sitt tillstånd, och äktenskapskontraktet signerades i augusti 1453 i Wrocław. Den 9 februari 1454 anlände Elisabet till Polens huvudstad Kraków med ett följe av 900 riddare och välkomnades av Kasimir och hans mor; hon kröntes till Polens drottning dagen därpå. Äktenskapet beskrivs som lyckligt och paret var sällan åtskilda. 
Elisabet anses inte ha spelat någon politisk roll i Polen. Däremot spelade hon en viktig utrikespolitisk roll. Hon arrangerade själv sina döttrars äktenskap, vilka i praktiken var politiska alliansfördrag, och skötte då förhandlingarna med utländska hov. Den andra stora roll hon spelade handlade om hennes arvsrätt till Böhmen, Ungern och de andra besittningar hon hade arvsrätt till. Elisabet hade i samband med bröllopet avsvurit sig sin arvsrätt till sin brors besittningar såvida han inte avled barnlös, förutsatt att hon fick sin hemgift utbetald. Hennes hemgift blev aldrig fullt utbetald, och dessutom avled hennes bror barnlös. När hennes bror avled 1457 gjorde Elisabet anspråk på kungadömet Böhmen, hertigdömet Luxemburg och kungadömet Ungern för sin egen och sina barns räkning. Gyllene bullan år 1356 erkände dock inte kvinnlig tronföljd, och både den böhmiska och ungerska adeln ansåg sina kungadömen vara valmonarkier, inte arvmonarkier, och valde Georg Podiebrad och Mattias I Corvinus till kungar i Böhmen respektive Ungern. Elisabets make stödde hennes arvsanspråk, men Trettonåriga kriget gjorode det omöjligt för Polen att ingripa militärt till hennes förmån. Hon sålde 1467 sin arvsrätt till Luxemburg till Karl, hertig av Burgund. När Georg Podiebrad avled 1471 kunde Elisabet placera sin son Vladislav II av Böhmen och Ungern på Böhmens tron. När även Corvinus avled 1490, stödde hon sin favoritson Johan I Albrekt som kung av Ungern. Den ungerska adeln föredrog dock hennes andra son Vladislav II, som sedan blev kung även i Ungern. 

## Senare liv
7 juni 1492 avled Kasimir IV. Elisabet engagerade sig sedan aktivt i kampen för att säkra tronen åt sin favoritson Johan I Albrekt. Hon skötte förhandlingar med tyska orden och med Böhmen-Ungern och säkrade en militär ungersk styrka för hans stöd. Hon lyckades med sin kampanj och 27 augusti valdes Johan I Albrekt till Polens nästa kung. Som änka levde Elisabet kvar i Kraków med sina två ogifta döttrar Barbara och Elisabet. 1495 närvarade hon vid sin son Alexanders bröllop med Helena av Moskva i Vilnius, och försökte utan framgång övertala Helena att konvertera till katolicismen. 1496 arrangerade hon sin dotter Barbaras äktenskap. 1498 övertalade hon sin son att stödja valet av Fredrik av Sachsen till stormästare av teutoniska orden. 1499 förmodas hon ha utverkat hertigdömet Głogów till sin son Sigismund. När hennes son Johan I Albrekt avled barnlös 1501, förhöll hon sig passiv under sin yngre son Alexanders framgångsrika kamp att bli kung. Hon gifte aldrig bort sin yngsta dotter Elisabet, utan gjorde henne istället till sin huvudarvinge, så Elisabet kunde leva ogift och självständig efter hennes död. 
Elisabet av Österrike avled av okända orsaker efter en tids sjukdom 1505. 